# Тляругов, Казбек Мусович
Казбек Мусович (Михайлович) Тляругов (25 июля 1949, Нарткала, Кабардино-Балкарская АССР — 7 июля 2005) — советский футболист, нападающий. Футбольный судья, тренер, инспектор.
Младший брат футболиста Виктора Тляругова.
Воспитанник футбольной школы «Химик» Нарткала и нальчикского «Спартака» (тренер Григорий Рубенович Ватиан). В 1967 году — в составе дубля «Спартака». В 1968 году сыграл 30 матчей за «Спартак» во второй подгруппе класса «А» и, возможно, одну игру за «Шахтёр» Донецк в Кубке СССР. В 1969—1971 годах играл за дубль СКА Ростов-на-Дону, в 1969—1970 провёл 15 матчей в чемпионате СССР. В 1972—1976 годах выступал в первой лиге за нальчикскую команду, второй круг 1975 года провёл в команде второй лиги «Уралан» Элиста.
Старший тренер команды чемпионата Кабардино-Балкарии «Автомобилист» Баксан (1980). Затем работал боковым судьёй в низших лигах. Главный тренер команд «Эталон» Баксан (1990—1991) и «Спартак» Нальчик (1992—1993). Позже — инспектор на футбольных матчах.
Скончался в июле 2005 года в возрасте 55 лет.
Был организован турнир памяти К. Тляругова.